# Magyar Asszonyok Nemzeti Szövetsége

Jelvénye

A Magyar Asszonyok Nemzeti Szövetsége (MANSZ) 1918 és 1946 között működött keresztény nemzeti szellemben szervezett asszonyszövetség. Alapítója, majd 1926. január 6-tól örökös országos elnöke Tormay Cécile írónő. 

## Története
A Magyar Asszonyok Nemzeti Szövetségét 1918 novemberében Budapesten Tormay Cecile írónő alapította, majd a Tanácsköztársaság ideje alatti szünetelés után újjászervezte. A MANSZ 1919 novemberében, Horthy Miklós fővezér budapesti bevonulásakor a Nemzeti Hadseregnek lobogót adott. 1919 és 1921 között a szövetség ruhaneműt gyűjtött az elszakított területek menekültjeinek, a Nemzeti Hadsereg tagjainak, valamint a hazatérő hadifoglyoknak.
„Nemzetvédelmi, kulturális és nagy fontosságú külügyi propagandatevékenységet” fejtett ki: ennek keretében a világ asszonyait angol és francia nyelvű kiadványokban tájékoztatta a „magyar kérdés”-ről. 550 (!) vidéki szervezetet hozott létre a szövetség. 1922-től szociális és gyermekvédelmi tevékenységet folytatott; ennek keretében kollégiumot szervezett a nőhallgatóknak, internátusokat hozott létre tanyasi gyermekek számára. Ezen felül 130 szövőtelepet hozott létre, valamint megszervezte a falusi és tanyai asszonyok vasárnapi oktatását. A második világháború alatt a szövetség a harctérre csomagküldő, illetve itthon önkéntes kórházi ápolónői szolgálatot szervezett.
Rajk László belügyminiszter a szövetség debreceni csoportját 1946. július 5-ével, központját pedig 1946. július 20-val feloszlatta és javait elkobozta.

## Vezetői
- Tormay Cécile - Országos elnök, majd 1926. január 6-tól 1937-ig, haláláig országos elnök,
- 1938 és 1943 között gróf Ráday Gedeonné (azelőtt alelnök), társelnökök Tormay Gézáné Széll Józsefnével, 1944-ben pedig báró Urbán Péternével.

## Lapjai
- A Magyar Asszony (1921. július 15-től 1940. decemberig, illetve 1942. januártól 1944. október 15-ig),
- A Magyar Asszony Divatlapja (1921. decembertől 1924. I/II-ig, majd 1936. március 15-től december 15-ig),
- Új Magyar Asszony (1941. január 1-től december 8-ig).